# Ashley MacIsaac
Pour les articles homonymes, voir MacIsaac.
Ashley Dwayne MacIsaac est un violoniste canadien né le 24 février 1975 à Antigonish, Nouvelle-Écosse.
Prodige du violon dès son enfance, il est baigné de l'influence musicale traditionnelle et celtique. Jouant du violon en gaucher, sa particularité est d'utiliser un violon de droitier sans en inverser les cordes.
Sa musique est un mélange de tradition et de rock contemporain. Il est également connu pour son mode de vie insolite.
En 2006, il s'annonce candidat au congrès d'investiture du Parti libéral du Canada.

## Discographie
- Close to the Floor (1992)
- A Cape Breton Christmas(1993)
- Hi™ How Are You Today? (1995)
- Fine®, Thank You Very Much (1996)
- Helter's Celtic (1999)
- La vie est si fragile de Dubmatique (1999), invité
- Cape Breton Fiddle Music Not Calm (2001)
- Ashley MacIsaac (2003)
- Live at the Savoy (2004)
- Orion de Philip Glass (2004), invité
- Fiddle Music 101 (2005)
- Pride (2006)

## Autobiographie
- Fiddling With Disaster (2003)